# Pachyurus calhamazon
Pachyurus calhamazon es una especie de pez de la familia Sciaenidae en el orden de los Perciformes.

## Morfología
• Los machos pueden llegar alcanzar los 8,1 cm de longitud total.

## Hábitat
Es un pez de agua dulce, de clima tropical y
pelágico.

## Distribución geográfica
Se encuentra en Sudamérica: río Branco en Brasil.

## Observaciones
Es inofensivo para los humanos.